# Little Petherick
Pour les articles homonymes, voir Petherick.
Little Petherick est un village des Cornouailles, en Angleterre. Le village fait partie de la paroisse civile de St Issey.

## Personnalité
- Quintin Riley (1905-1980), explorateur, y est né.